# Battalia acmemorpha
Battalia acmemorpha är en fjärilsart som beskrevs av Diakonoff 1952. Battalia acmemorpha ingår i släktet Battalia och familjen vecklare. Inga underarter finns listade i Catalogue of Life.